# Ioana Vlasiu
Ioana Vlasiu  (n. 1943, Mureș) este istoric și critic de artă, fiica sculptorului și scriitorului Ion Vlasiu și a Marinei Vlasiu.
Deține titlul de cercetător principal gradul I, la Institutul de Istoria Artei „George Oprescu” al Academiei Române și doctor în istoria artei.

## Educație
A absolvit în 1966 Institutul de Arte Plastice „Nicolae Grigorescu”, Secția de istoria și teoria artei.

## Activitate
După absolvire a lucrat la Institutul de Istoria Artei „George Oprescu”, unde a îndeplinit între 1990-1995 funcția de director adjunct.
Face parte din Consiliul Științific al Institutului de Arte Plastice „Nicolae Grigorescu”.
Este membră a Fundației Al. Tzigara-Samurcaș.
Este membră a Comitetului de redacție al Revue Roumaine d'Histoire de l'Art. Série Beaux-Arts în secția de critică a Uniunii Artiștilor Plastici din România și AICA (Association internationale des critiques d’art). A fost primul editor pentru România al RIHA Journal. S-a aflat la conducerea Sectorului Arte vizuale și arhitectură – perioada modernă din 1990 până în 2015.
A predat în calitate de profesor invitat la Universitatea de Artă București cursul de Istoria artei românești moderne (1990, 1995, 1997, 1999, 2001).
În 2018 a fost curator al retrospectivei Octav Grigorescu/Georgeta Năpăruș la Muzeul Național de Artă Contemporană din București, împreună cu Magda Cârneci.
A coordonat Dicționarul sculptorilor din România. Secolele XIX-XX (Editura Academiei Române, 2011-2012) și proiectul CNCS Sfântul din Montparnasse, de la document la mit. O sută de ani de exegeză brâncușiană (2012-2014).
A fost director-responsabil din partea IIA al proiectelor Studiu asupra simbolurilor fundamentale de comunicare vizuală (2003-2005) și CyberMuzeu al Universităților de Artă din România (2005-2007).
În perioada anilor '70-'80 a efectuat stagii în Polonia, URSS, R.D. Germană, Cehoslovacia (prin Academia Română sau prin Uniunea Artiștilor Plastici).
În anul 1993 a obținut o bursă la Collegium Budapest, Institute for Advanced Study, iar în anul 1994 bursa Fundației Paul J. Getty, din SUA.

### Colocvii și expoziții internaționale
În 1992 a inițiat colocviul internațional Artă și ideologie în Europa centrală și de est, la Institutul de Istoria Artei, Academia Româna și IREX.
În 2009 a fost coorganizatoare a expoziției Culorile avangardei. Arta în România. 1910-1950, Lisabona, Muzeul de artă modernă
În 2007 a fost implicată în organizarea colocviului internațional Symbolist Themes and Motifs in European Art around 1900, Institutul de Istoria Artei
În 2001 a fost membră în comitetul de organizare a colocviului Mémoire sculptée de l’Europe, Strasbourg și s-a implicat în organizarea simpozionului internațional Brancusi at his Zenith. And what next?
A organizat colocvii în cadrul Institului de Arte Plastice „Nicolae Grigorescu”:
- Viitorismul azi. O sută de ani de la lansarea manifestului futurist (2009)
- Nicolae Grigorescu și modernitatea (2007)
- Ultimul clasic. Centenar Gheorghe Anghel (2004)
- 3 ipostaze ale modernității, 3 aniversări: Victor Brauner, Alexandru Ciucurencu, Octav Grigorescu (2003)

## Opere

### Cărți de autor
- Vasile Popescu  (monografie),  Editura Meridiane, București, 1971
- Dimitrie Ghiață (monografie), Editura Meridiane, București, 1985
- Anii ’20, tradiția și pictura românească, Editura Meridiane, București, 2000
- Milița Petrașcu (monografie), Editura ARC, Chișinău, 2004

### Volume colective
Este autoare în cadrul volumelor:  
- Arta populară a aromânilor din Dobrogea (Editura Meridiane, 1979)
- Látvány és gondolat [Viziune și gând], coord. Gh. Vida (Editura Kriterion, București,1991)
- Constantin Brâncuși: destinul postum, coord. Silviu Angelescu (București, 2002)
- Noi studii ale avangardei, coord. Călin Stegeran (Editura Risoprint, Cluj-Napoca, 2006)
- Istoria românilor. Vol. IX: România în anii 1940-1947, coord. Dinu C. Giurescu (Editura Enciclopedică, București, 2008)
- Centenarul femeilor din arta românească, vol. 2 (Editura PostModernism Museum, 2018)
- Artiste uitate din România: cercetări și studii despre contribuția femeilor la istoria artei românești (Editura PostModernism Museum, 2021)[8]

### Enciclopedii, dicționare, bibliografii
A colaborat cu articole de sinteză despre arta românească și despre artiști români în: 
- RILA (International Repertory of the Literature of Art), Sterling and Francine Clark Art Institute, Williamstown, Mass.
- Bibliographie zur kunstgeschichtlichen Literatur în ost- und südosteuropäischen Zeitschriften, München, Zentralinstitut fur Kunstgeschichte, 1974-1978; 1990-1993
- Thieme-Becker, în prezent Saur Allgemeines Künstlerlexikon, K.G. Saur Verlag, Leipzig, 1980-2008 – 70 fișe
- Grove Dictionary of Art, Macmillan Publishers, London, 1996
- Encyclopedia of Eastern Europe. From the Congress of Vienna to the Fall of Communism. Edited by Richard Frucht, New York and London,  2000
- Enciclopedia artiștilor români contemporani, Editura Arc 2000, București, 2000
- Dicționarul artelor spațiale, Editura Meta, București

### Ediții îngrijite
- Theodor Enescu, Scrieri despre artă. vol. I Luchian și spiritul modern în pictura românească și vol. II Artă și context cultural în primele trei decenii ale sec. XX, ediție îngrijită de Ioana Vlasiu, Editura Meridiane, 2000-2003

### Studii și articole publicate
- Experiența poloneză, în Arta, nr. 6, 1970
- Sur l’évolution contemporaine de l’art monumental roumain, în Revue Roumaine d’Histoire de l’Art, vol. XI, 1974
- Fragen der zeitgenossischen rumänischen Monumentalkunst, în Deutsch-Rumänisches Colloquium junger Historiker, Kulturhistoriker und Zeitgeschichtler, Eigenverlag der Südosteuropa Gesellschaft, München, 1974
- Reflecții asupra limbajului plastic în desenul lui Octav Grigorescu, în Studii și cercetări de istoria artei, tom 23, 1976
- Catul Bogdan – între virtuozitate și poezie, în Arta, nr. 6, 1977
- Momente din evoluția contemporană a sculpturii monumentale din România, în Studii și cercetări de istoria artei, tom 25, 1978
- Sculptura modernă și conceptul de monument, în Studiul 2, decembrie 1981 (catalog)
- Brâncuși și tema sărutului, în Arta, nr. 7, 1981
- La Peinture des années 20 et les débats autour du concept de tradition, I,  II, în Revue Roumaine d’Histoire de l’Art, tome XIX, 1982; tome XXI, 1984
- La Dobroudja: permanence d’un espace dans la peinture roumaine, în Revue des études du Sud-Est européen, tome XXII, no. 1, 1984
- Vasile Popescu  - un criteriu, în Arta, nr. 12, 1984
- Tonitza și „lumea celor umili”, în Memoriile Secției de științe filologice, literatură și artă, 1986, vol. VIII
- Paciurea și limitele criticii, în Arta, nr. 3, 1987[11]
- Noul clasicism al anilor '20 sau echivocul sincronismului, în Studii și cercetări de istoria artei, tom 34, 1987
- Cornel Medrea. Prezența sculpturii, în Arta, no. 3, 1988
- Brancusi et l’avant-garde roumaine dans les revues tchèques de l’entre-deux-guerres, în Revue Roumaine d’Histoire de l’Art, tome XXVII, 1991
- „Extazul realității vii, trăite…”. Un pictor uitat: Constantin Pantelimon, în Arta, nr. 3, 1988
- Paciurea, Eminescu și himerele, în Arta, nr. 5, 1989
- Însemnări despre avangarda românească, în Arta, nr. 6-8, 1990
- Paciurea, le monument d’Eminescu et Rodin, în Revue Roumaine d’Histoire de l’Art, tome XXVII, 1991
- Brâncuși și filmul, în Cinema, nr. 4, aprilie 1990
- Provocările lui Mircea Spătaru, în Luceafărul, 9 mai 1990
- George Apostu și “resculpturalizarea” sculpturii, în Viața românească, nr. 1, 1991
- 110 ani de la nașterea lui G. Oprescu. G. Oprescu cronicar de artă, în Studii și cercetări de istoria artei, tom 39, 1992
- La Fortune des idées constructivistes dans l’art roumain des années 20: l’integralisme, în Bucharest în the 1920s-1940s between Avant-Garde and Modernism, Bucharest, 1994
- L’Exégèse de Brancusi et le symbolisme, în Revue Roumaine d’Histoire de l’Art, tome XXXII, 1995
- Notizen zur rumänischen Avangarde, în Problemi na iskustvo, Sofia, no. 1, 1996
- Din nou despre Rugăciunea lui Brâncuși. Argumente noi pentru o teză veche, în Caiete critice, no. 1-2, 1997
- Pallady și “nevăzutele simboluri”, în Colocviul Pallady. Muzeul național de artă, București, 1997
- Le Futurisme en Roumanie avant la première guerre mondiale, în Ligeia (Paris), 1997, no. 21-22-23-24, Octobre 1997/Juin 1998, p. 172-181
- Accepții ale conceptului de futurism în critica de artă românească înainte de primul război mondial, în Studii și cercetări de istoria artei, tom 44, 1997
- Un expresionist transilvănean – pictorul Eugen Gâscă, în Vatra, nr. 11, 1998
- Strategies of Professional Integration: the All-Women Exhibitions Bucharest 1916-1927, în Actele Conferinței Internaționale Antropologia secolului XXI, 1999
- Modernitate și feminism în arta românească la începutul de secol: expozițiile artistelor pictori și sculptori. 1916-1927, în Artelier, nr. 5, 1999-2000
- Histoire, vandalisme et monuments publiques en Roumanie des derniers 50 ans, în Le Patrimoine Culturel National. Colloque International, Bucarest 2000.
- Ioan Andreescu și miturile criticii de artă interbelice, în Academica, nr. 5, 2000
- Andrei Cădere, un artist rătăcitor, în Caietele Meta, nr. 4, 2000
- Arta românească și istoria ei la Galeria Națională, în România literară, nr. 26, 2001
- Brancusi and his disciples. An Insight în Brancusi’s Pedagogy, în Brancusi at his Zenith. And what next? - International Symposium, Bucharest, 2001
- Bucharest în the 20s and the avant-garde movement, în Central European Avant-Gardes: Exchange and Transformation, 1910-1930. Los Angeles County Museum of Art, 2002, The MIT Press. Catalogue of  the exhibition staged in Los Angeles, Berlin and Munich în 2002-2003.
- Henri Focillon et son expérience roumaine, în Histoire de l’art (Paris), No. 50, Juin, 2002.
- Strategies of Integration în the Artistic Milieu: the All-Women Exhibitions, Bucharest, 1916-1927, în Art Studies Quarterly, No. 4, 2002
- Inauguration de la Galerie d’art roumain moderne, Musée National d’Art de la Roumanie, în Revue Roumaine d’Histoire de l’Art, tome XXXVIII, 2001
- Bucharest în the 20s, în Avant-Garde în Central Europe, Los Angeles County Museum, March-May 2002. Haus der Kunst, München (Catalogue)
- Contribution to Between worlds. A Sourcebook of Central European Avant-Gardes, 1910-1930. Los Angeles County Museum, The MIT Press, ed. by Timothy O. Benson and Eva Forgacs, 2002.
- Henri Focillon et son expérience roumaine, în Histoire de l’art, Regards exterieurs, No. 50, Juin, 2002, p. 139-146
- L’art roumain moderne et ses relations européennes dans les écrits de Theodor Enescu, în Revue Roumaine d’Histoire de l’Art, 2002/2003, p.159-162
- L’Expérience roumaine, în La vie des formes. Henri Focillon et les arts, Musée des Beaux-arts de Lyon et Fondation de France, 2004, p. 231-241
- The Cult of Friendship and the Art of Portrait: Milița Petrașcu, în Sud-Est Cultural, nr. 1, 2005, p. 113-118
- De nouveau sur La Prière de Brancusi: arguments nouveaux pour une thèse ancienne, în Ligeia (Paris), Nr. 57-58-59-60, Janvier-Juin 2005
- Learning with Bourdelle: Romanian students of Emile Antoine Bourdelle, în Centropa (New-York), Vol. 6, Nr. 2, May 2006, p. 104-113
- Les élèves roumains d’Antoine Bourdelle, în catalogul Antoine Bourdelle (1861–1929) passeur de la modernité. Bucarest – Paris, une amitié franco-roumaine, Musée national d’art de Roumanie, Bucarest / Musée Bourdelle, Paris, 2006, p. 145-167
- Emile Antoine Bourdelle et la sculpture de l’entre-deux-guerres en Roumanie, în Influences françaises dans l’architecture et l’art de la Roumanie des XIXe et XXe siècles, Institutul Cultural Român, Bucarest, 2006, p. 125-145
- Atelierul Miliței, în Apostrof, nr. 12, 2006
- A Transilvanian expressionist – the painter Eugen Gasca, în Donația de grafică Eugen Gâscă (1908-1989), Editura Muzeului Național de Artă al României, București, 2007, p. 35-42.
- Peter Jacobi: Bilder einer Reise - Pelegrin prin Transilvania, Sibiu - Cultural Capital of Europe și Muzeul de istorie București, 2007
- Réflexions sur les arts décoratifs et la décoration en Roumanie au début du XXe siècle, în RRHA. Série Beaux-Arts, tome XLIV, 2007
- Modernitățile picturii interbelice românești, în Culorilea avangardei. Arta în România 1910-1950, Institutul cultural român, București, 2007
- Grigorescu and Japanism, în RRHA. Série Beaux-Arts, tome XLVI, 2009

## Premii
În 1990 a primit Premiul pentru critică de artă al Uniunii Artiștilor Plastici.
A primit Premiul „George Oprescu” al Academiei Române în 2015.